# Oostburg (Wisconsin)
Oostburg ist eine Gemeinde (mit dem Status „Village“) im Sheboygan County im US-amerikanischen Bundesstaat Wisconsin. Im Jahr 2010 hatte Oostburg 2887 Einwohner.

## Geografie
Oostburg liegt im Südosten Wisconsins, rund einen Kilometer vom Westufer des Michigansees entfernt.
Die geografischen Koordinaten von Oostburg sind 43°37′22″ nördlicher Breite und 87°47′40″ westlicher Länge. Das Gemeindegebiet erstreckt sich über eine Fläche von 5,05 km².
Nachbarorte von Oostburg sind Sheboygan (17 km nordnordöstlich), Kohler (16,9 km nördlich), Sheboygan Falls (14,2 km nördlich), Waldo (18 km nordwestlich), Hingham (11,3 km westnordwestlich), Adell (14 km westlich), Random Lake (21 km südwestlich) und Cedar Grove (8,8 km südsüdwestlich).
Die nächstgelegenen größeren Städte sind Green Bay (119 km nördlich), Appleton (109 km nordwestlich), Wisconsins Hauptstadt Madison (177 km westsüdwestlich), Wisconsins größte Stadt Milwaukee (74,8 km südlich) und Chicago in Illinois (220 km in der gleichen Richtung).

## Verkehr
Der Interstate Highway 43, der die kürzeste Verbindung von Milwaukee nach Green Bay bildet, verläuft in Nord-Süd-Richtung entlang der östlichen Gemeindegrenze von Oostburg. Der Wisconsin State Highway 32 führt in Nord-Süd-Richtung in etwa einen Kilometer Entfernung am westlichen Ortsrand von Oostburg vorbei. Alle weiteren Straßen sind untergeordnete Landstraßen, teils unbefestigte Fahrwege sowie innerörtliche Verbindungsstraßen.
Parallel zum Ufer des Michigansees führt eine Eisenbahnlinie für den Frachtverkehr der Union Pacific Railroad (UP) durch Cedar Grove.
Mit dem Sheboygan County Memorial Airport befindet sich 24,8 km nordnordwestlich ein kleiner Flugplatz. Die nächsten Verkehrsflughäfen sind der Milwaukee Mitchell International Airport in Milwaukee (84,9 km südlich) und der Austin Straubel International Airport in Green Bay (119 km nördlich).

## Geschichte
Die Siedlung geht auf niederländische Einwanderer zurück, die sich in den 1840er Jahren in der Gegend ansiedelten. Auch der Ortsname ist niederländischen Ursprungs. Im Jahr 1909 wurde der Ort als Village of Oostburg inkorporiert.

## Bevölkerung
Nach der Volkszählung im Jahr 2010 lebten in Oostburg 2887 Menschen in 1091 Haushalten. Die Bevölkerungsdichte betrug 571,7 Einwohner pro Quadratkilometer. In den 1091 Haushalten lebten statistisch je 2,64 Personen.
Ethnisch betrachtet setzte sich die Bevölkerung zusammen aus 95,7 Prozent Weißen, 0,7 Prozent Afroamerikanern, 0,3 Prozent amerikanischen Ureinwohnern, 0,7 Prozent Asiaten sowie 1,8 Prozent aus anderen ethnischen Gruppen; 0,8 Prozent stammten von zwei oder mehr Ethnien ab. Unabhängig von der ethnischen Zugehörigkeit waren 3,3 Prozent der Bevölkerung spanischer oder lateinamerikanischer Abstammung.
27,9 Prozent der Bevölkerung waren unter 18 Jahre alt, 56,6 Prozent waren zwischen 18 und 64 und 15,5 Prozent waren 65 Jahre oder älter. 50,1 Prozent der Bevölkerung waren weiblich.
Das mittlere jährliche Einkommen eines Haushalts lag bei 57.232 USD. Das Pro-Kopf-Einkommen betrug 24.656 USD. 6,8 Prozent der Einwohner lebten unterhalb der Armutsgrenze.